# Coahuixtla
Coahuixtla es una localidad del estado mexicano de Morelos. Es parte del municipio de Amacuzac.

## Toponimia
El nombre «Coahuixtla» proviene de los términos en náhuatl: cuahuitztli, zarza; tlan, lugar de abundancia. Su significado es «Zarzal» o «Lugar donde abundan las zarzas».

## Demografía
| Gráfica de evolución demográfica |
|                                  |

| Censo | Población |
| ----- | --------- |
| 1910  | 69        |
| 1921  | 68        |
| 1930  | 223       |
| 1940  | 105       |
| 1950  | 350       |
| 1960  | 568       |
| 1970  | 619       |
| 1980  | 774       |
| 1990  | 960       |
| 2000  | 1019      |
| 2010  | 1046      |
| 2020  | 1151      |